# پرلایت (زمین‌شناسی)

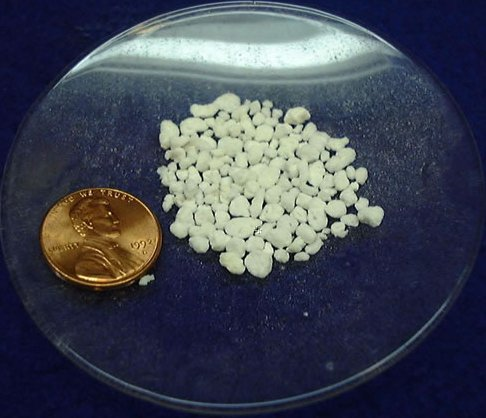
پرلیت فراوری‌شده

پرلایت نوعی سنگ آتشفشانی با ترکیب اسیدی تا حد واسط است که در محیط آب یا مرطوب تشکیل می‌شود. پرلیت دارای بافت شیشه‌ای است و به سبب همراه داشتن آب، اشکال کروی در آن ایجاد شده‌است. میزان آب همراه با پرلیت در حدود ۲ تا ۵ درصد است.
میزان مصرف پرلایت در آمریکا در سال ۲۰۱۰:
| سهم | مورد استفاده               |
| --- | -------------------------- |
| ۵۳% | مصالح ساختمانی             |
| ۱۴% | سنگ‌دانه کشاورزی و فضای سبز |
| ۱۴% | صافی‌ها                     |
| ۸%  | کمک‌فیلتر                   |
| ۱۱% | مصارف دیگر                 |

بهای پرلایت خام از سال ۲۰۰۱:
| پایان سال | قیمت در ایالات متحده $ هر تن |
| --------- | ---------------------------- |
| ۲۰۰۱      | ۳۶٫۳                         |
| ۲۰۰۲      | ۳۶٫۵                         |
| ۲۰۰۳      | ۳۸٫۲                         |
| ۲۰۰۴      | ۴۱٫۸                         |
| ۲۰۰۵      | ۴۰٫۵                         |
| ۲۰۰۶      | ۴۲٫۹                         |
| ۲۰۰۷      | ۵۱٫۶                         |
| ۲۰۰۸      | ۶۰٫۰                         |

## مواد تشکیل‌دهنده پرلایت به‌طور معمول
- ۷۰–۷۵% دی‌اکسید سیلیکون: SiO  ۲
- ۱۲–۱۵% اکسید آلمینیوم: Al  ۲  O  ۳
- ۳–۴% اکسید سدیوم: Na  ۲  O
- ۳–۵% اکسید پتاسیوم: K  ۲  O
- ۰. ۵-۲% اکسید آهن: Fe  ۲  O  ۳
- ۰. ۲–۰. ۷% اکسید منیزیوم: MgO
- ۰. ۵–۱. ۵% اکسید کلسیم: CaO
- ۳–۵% کاهش وزن در اثر سوزاندن (شیمیایی/آب ترکیبی)

## کاربرد پرلایت در کشاورزی
پرلایت را معمولا به همراه خاک برگ، کوکوپیت، پیت ماس، و دیگر افزودنی های خاک مخلوط کرده و در پرورش گیاه های آپارتمانی استفاده می کنند. علت آن هم خاصیت زهکش بودن پرلایت می باشد و موجب رسیدن هوا به ریشه گیاه می شود. پرلایت همچنین در کشت های هیدروپونیک و پرورش گل های زینتی مثل آنتوریوم استفاده می شود.